# Monoprix
Monoprix SA is een grote Franse warenhuisketen met het hoofdkantoor in Clichy. Het bedrijf werd in 1932 opgericht door Théophile Bader en Max Heilbronn.

## Geschiedenis
Het bedrijf werd opgericht door de zakenman Théophile Bader, een van de oprichters van het Parijse warenhuis Galeries Lafayette en zijn schoonzoon Max Heilbronn. Toen de Parijse warenhuisconcurrent Le Printemps op 1 december 1931 de warenhuisketen "Prisunic" oprichtte, openden Bader en Heilbronn op 29 oktober 1932 de eerste Monoprix-winkel in Rouen. Ze noemden het Monoprix omdat ze van plan waren om eenheidsprijzen voor de aangeboden producten te hanteren. In 1938 groeide de keten naar 38 winkels In 1940 bestond het al uit 44 winkels.
In 1947 introduceerde Monoprix huismerken in het assortiment. In 1950 werd een boekenservice toegevoegd. In 1990 werd Monoprix Vert geïntroduceerd, gevolgd door biologische producten in 1994.  
In 1997 kocht Monoprix de concurrerende winkelketen Prisunic met 132 winkels. De Prisunic winkels werden in maart 2003 gesloten. 
De Franse Groupe Casino verkreeg door de aankoop van Prisunic 21,6% van de aandelen in Monoprix. In juni 2012 was het aandelenbelang toegenomen tot 50%. In 2000 startte de groep met de hoger geprijsde keten monop'. Daarna volgden  monop'beauty met cosmetica in 2005 en monop'daily met fast food in 2007.
In juli 2013 nam de Groupe Casino de resterende 50% van de aandelen over van Galeries Lafayette en werd daarmee volledig eigenaar van Monoprix.
In 2018 nam het bedrijf het online postorderbedrijf Sarenza over.
Eind 2023 maakte Monoprix om met behulp van een franchisenemer een eerste Belgisch filiaal te gaan openen in Waterloo. Het Franse zakenblad Challenges meldde dat moedemaatschappij Casino € 700 miljoen wil investeren in de opening van 80 nieuwe winkels, waaronder in België.

## Onderneming
Monoprix heeft 536 winkels in meer dan 200 steden in Frankrijk (85 % van alle steden met meer dan 50.000 inwoners) en heeft 21.000 medewerkers met een omzet van 4,2 miljard euro. De warenhuisfilialen ontvangen dagelijks circa 800.000 klanten (2013).